# 7096 Napier
7096 Napier este o planetă minoră (asteroid), cu un diametru de 5,59 km, din Mars-crossing asteroid[*]. A fost descoperită pe 3 noiembrie 1992 la Observatorul Siding Spring de Robert H. McNaught. 
Obiectul prezintă o orbită caracterizată de o semiaxă mare de 2,7833283 UAi, o excentricitate de 0,5, o înclinație de 11,13253 ° în raport cu ecliptica.